# UTA 항공
UTA 항공(프랑스어: Union de Transports Aeriens)은 1963년에 설립되어 1992년에 에어프랑스에 합병된 프랑스의 항공사로 허브 공항은 파리 샤를 드 골 공항으로 프랑스에서 에어프랑스 다음으로 제2의 항공사로 알려져 있었다. 또한 프랑스의 대표적 국적기 중 하나로 알려졌다.

## 개요
주로 프랑스 본토와 아프리카 및 인도양의 구 식민지 및 일본과 동남아시아, 뉴칼레도니아, 타히티, 오스트레일리아, 뉴질랜드등 취항하고 있으며 에어프랑스에 이어 프랑스의 제2 항공사로 알려졌지만 1992년 에어프랑스에 합병되었다. 기재의 도장은 꼬리 부근을 감색으로 있던 사람은 흰색으로 되어 있지만 문만 녹색으로 칠해저 있다. 여행사의 팜플렛등에서 UTA 프랑스라고 소개 되었다.

## 보유 기종

### 맥도넬더글러스
- 더글러스 DC-8
- 맥도넬더글러스 DC-10

### 보잉
- 보잉 747

## 사건 및 사고
- UTA 항공 772편

## 사진

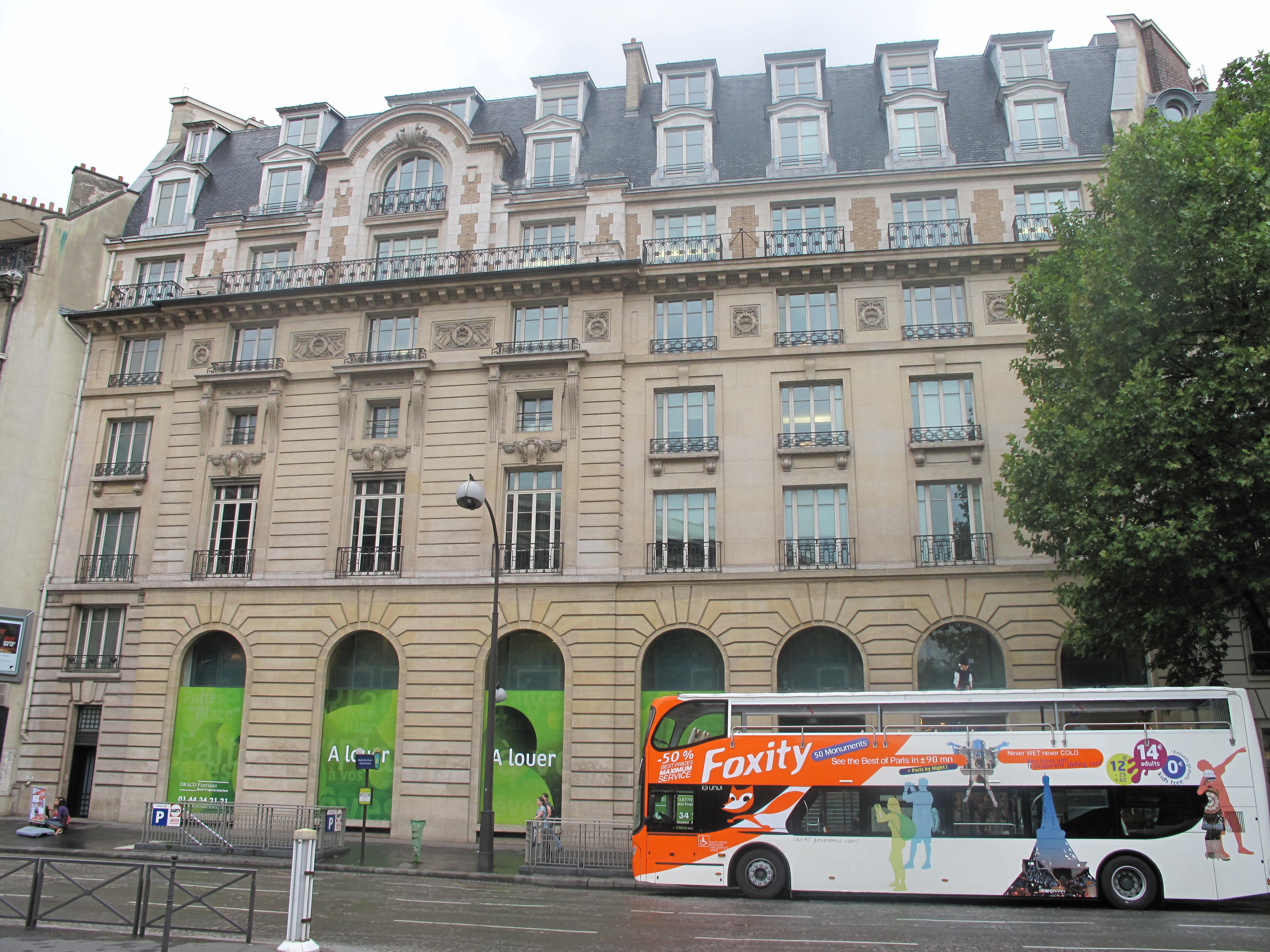
UTA 항공의 구 본사 전경
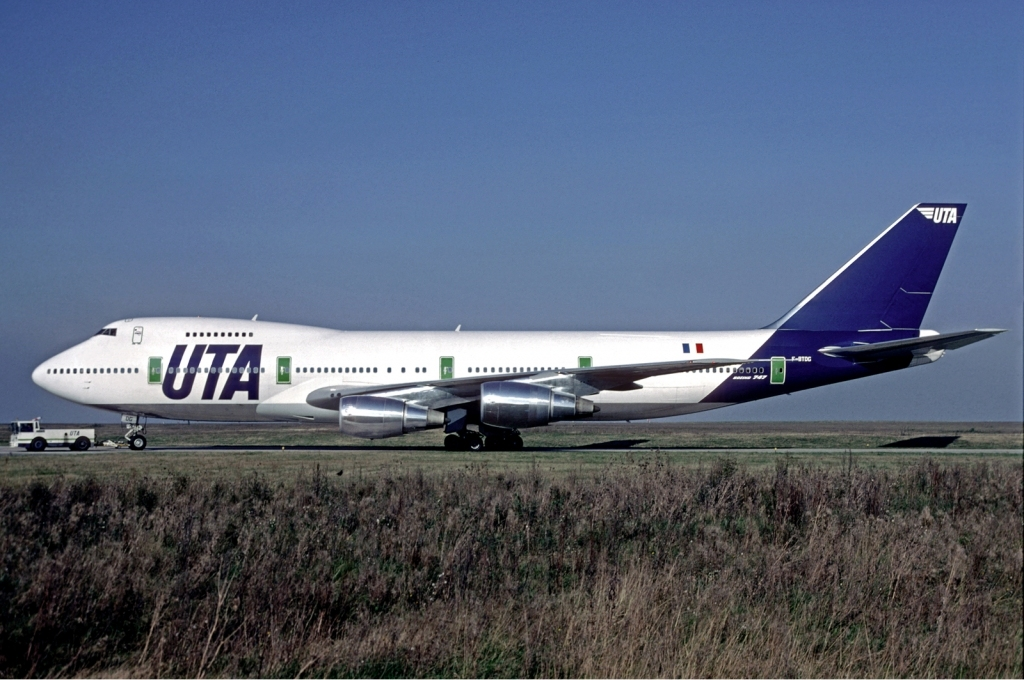
UTA 항공의 보잉 747-200
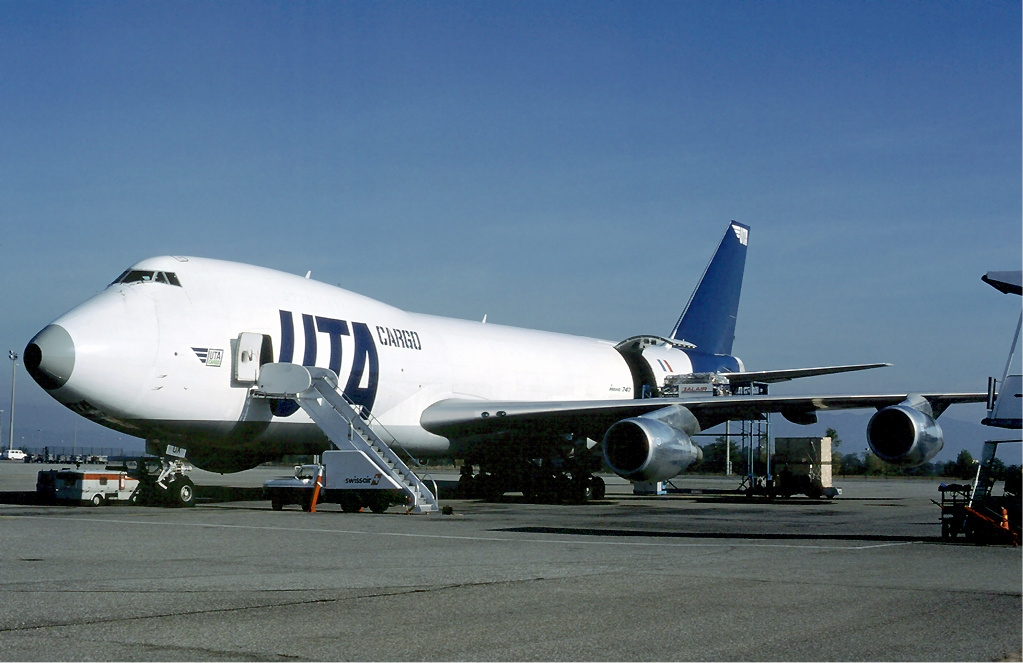
UTA 항공의 보잉 747-200F
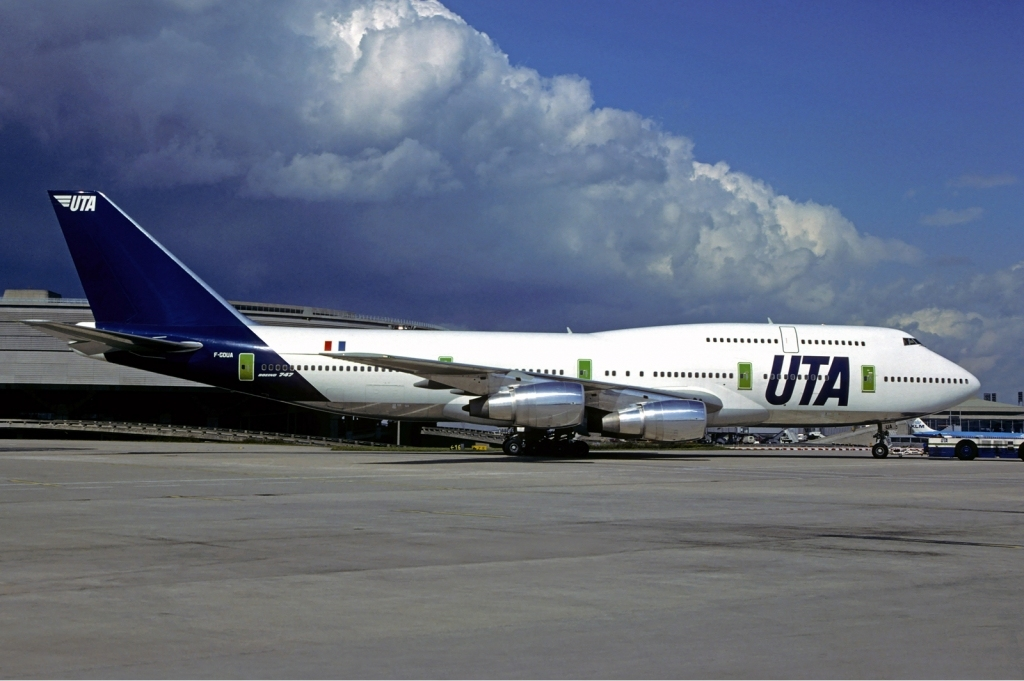
UTA 항공의 보잉 747-300
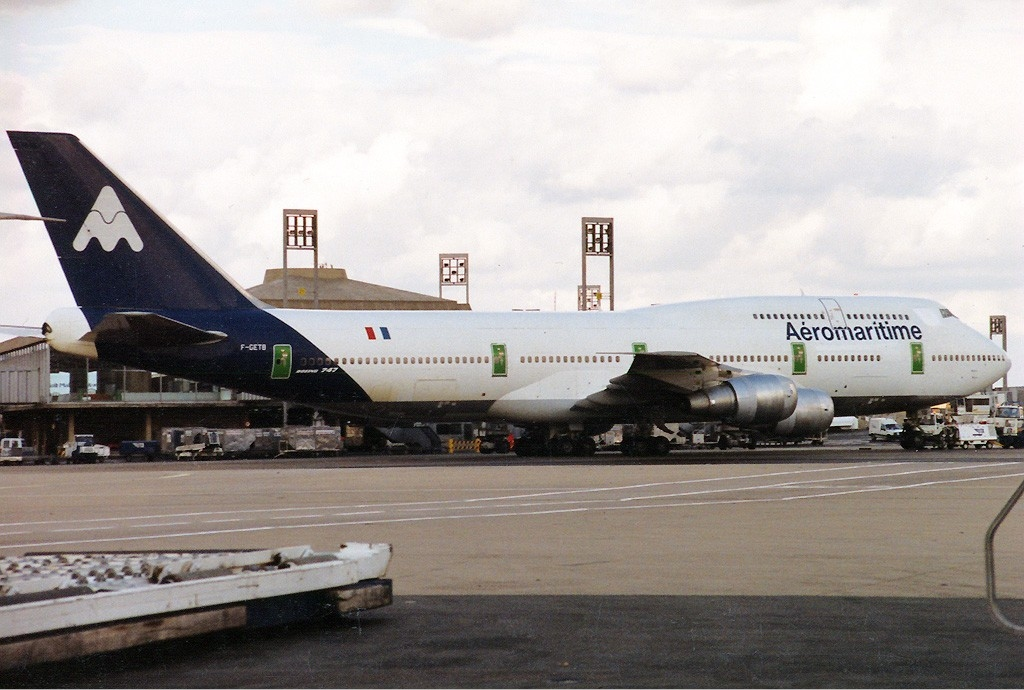
UTA 항공의 보잉 747-300